# Meguro Ren
Meguro Ren (目黒蓮, Mục Hắc Liên, sinh ngày 16 tháng 2 năm 1997, tại Tokyo) là một ca sĩ, diễn viên và người mẫu người Nhật Bản, là thành viên của nhóm nhạc nam Snow Man trực thuộc Smile Up (Starto), trước đây được biết đến là Johnny & Associates.

## Tiểu sử
Ren Meguro gia nhập Starto vào tháng 10 năm 2010. Vào tháng 11 năm 2016, anh được chọn làm thành viên của Uchuu Six, một nhóm nhạc trước khi được ra mắt được thành lập trực thuộc Junior, một chi nhánh của Starto quản lý các thành viên và hoạt động của họ.
Vào ngày 17 tháng 1 năm 2019, Meguro được thêm làm thành viên mới của Snow Man, một nhóm nhạc Junior hiện có, cùng với hai thành viên nữa là Koji Mukai và Raul. Snow Man ra mắt chính thức vào ngày 22 tháng 1 năm 2020. Sau đó, ra mắt cùng với Snow Man nên Meguro đã rút khỏi Uchuu Six.
Vào ngày 11 tháng 8 năm 2021, Meguro hợp tác với bạn cùng công ty là Shunsuke Michieda trong bộ phim truyền hình chuyển thể live-action "My Love Mix Up!" vai chính đầu tiên của anh ngoài các dự án liên quan đến Snow Man.
Vào ngày 21 tháng 2 năm 2022, Meguro được thông báo là sẽ đóng vai chính trong "Phase of the Moon", bộ phim chuyển thể từ tiểu thuyết đoạt giải Naoki lần thứ 157, "Tsuki no Michikake" (Moon Phases) của Shogo Sato, trên Twitter chính thức của bộ phim. Vào tháng 4 cùng năm, anh được thông báo sẽ đóng vai chính trong bộ phim live-action chuyển thể từ "As Long as We Both Shall Live" (My Happy Marriage) cùng với Mio Imada được phát hành vào năm sau. Vào ngày 14 tháng 7 năm 2023, anh đóng vai chính với tư cách solo đầu tiên trong bộ phim truyền hình Trillion Game.
Vào ngày 23 tháng 10 năm 2023, Meguro tạo tài khoản instagram "sn_meguro.ren_official" ngay sau khi Trillion Game được quảng bá trên toàn thế giới thông qua Netflix.
Vào ngày 25 tháng 11 năm 2023, Meguro giành được giải Nam diễn viên mới xuất sắc tại Lễ trao giải TAMA Film Awards lần thứ 15 danh giá, ghi nhận công sức và tài năng của anh trong My Happy Marriage (2023) và Phases of the Moon (2022).

## Sự nghiệp

### Vai trò làm người mẫu
Tận dụng chiều cao và khả năng của mình, Meguro đã làm người mẫu, anh làm người mẫu cho Tạp chí 'FINEBOYS' từ tháng 11 năm 2018 cho đến nay.
Vào ngày 7 tháng 5 năm 2020, có thông báo rằng anh sẽ xuất hiện trên trang bìa với tư cách solo lần đầu tiên trên 'FINEBOYS' số tháng 6. Khi tạp chí được phát hành vào ngày 29 tháng 5 năm 2020, máy chủ web đã gặp sự cố trong 10 giây do hoạt động truy cập quá cao.
Ngoài ra, có thông báo cũng xác nhận rằng số tháng 6 và tháng 7 năm 2020 của FINEBOYS mà Ren Meguro xuất hiện trên trang bìa sẽ được tái bản, máy chủ web một lần nữa bị gặp sự cố trong 5 giây sau khi thông tin này được được công bố.

## Sự nghiệp diễn xuất

### Truyền hình
| Năm     | Tên phim             | Vai diễn                  | Đài      | Ghi chú     | Ref.   |
| ------- | -------------------- | ------------------------- | -------- | ----------- | ------ |
| 2015    | Oniichan, Gacha      | Boy E/ Natsko's Onii-chan | NTV      |             | [ 15 ] |
| 2019    | We Apply an Easy Job | Wakadai Akita "Wanchan"   | NTV      | Vai chính   | [ 16 ] |
| 2021    | Kyojo 2              | Rikito Soma               | Fuji TV  | Mini series | [ 17 ] |
| 2021    | My Love Mix-Up!      | Ida Kousuke               | TV Asahi | Vai chính   | [ 18 ] |
| 2022    | Silent               | Sou Sakura                | Fuji TV  |             | [ 19 ] |
| 2022–23 | Maiagare!            | Hiroaki Kashiwagi         | NHK      | Asadora     | [ 20 ] |
| 2023    | Trillion Game        | Haru Tennōji              | TBS      | Vai chính   | [ 21 ] |

### Điện ảnh
| Năm  | Tên phim                             | Vai diễn           | Nhà phân phối | Notes     | Ref.   |
| ---- | ------------------------------------ | ------------------ | ------------- | --------- | ------ |
| 2020 | Takizawa Kabuki ZERO 2020: The Movie | Bản thân           | Shochiku      | Vai chính | [ 22 ] |
| 2022 | Mr. Osomatsu                         | Choromatsu Matsuno | Toho          | Vai chính | [ 23 ] |
| 2022 | Phases of the Moon                   | Akihiko Misumi     | Shochiku      |           | [ 24 ] |
| 2023 | My Happy Marriage                    | Kiyoka Kudo        | Toho          | Vai chính | [ 25 ] |

## Giải thưởng cá nhân
| Năm  | Số | Ngày       | Giải thưởng                               | Hạng mục                          | Phim                                                 | Kết quả   | Ref.   |
| ---- | -- | ---------- | ----------------------------------------- | --------------------------------- | ---------------------------------------------------- | --------- | ------ |
| 2022 | 1  | 01/03/2022 | 31st TV LIFE Annual Drama Awards          | Nam diễn viên chính xuất sắc nhất | My Love Mix-Up! (Kieta Hatsukoi)                     | Đoạt giải | [ 26 ] |
| 2022 | 2  | 21/12/2022 | 77th Mainichi Film Awards                 | Nam diễn viên mới xuất sắc nhất   | Phases of the Moon                                   | Đề cử     | [ 27 ] |
| 2023 | 3  | 23/01/2023 | 46th Japan Academy Film Prize             | Nam diễn viên phụ xuất sắc nhất   | Phases of the Moon                                   | Đề cử     | [ 28 ] |
| 2023 | 3  | 23/01/2023 | 46th Japan Academy Film Prize             | Diễn viên mới của năm             | Phases of the Moon                                   | Đoạt giải | [ 28 ] |
| 2023 | 4  | 01/02/2023 | 96th Kinema Junpo Awards                  | Nam diễn viên mới xuất sắc nhất   | Mr. Osomatsu and Phases of the Moon                  | Đoạt giải | [ 29 ] |
| 2023 | 5  | 08/02/2023 | TV Station Drama Awards 2022              | Nam diễn viên phụ xuất sắc nhất   | Silent                                               | Đoạt giải | [ 30 ] |
| 2023 | 6  | 14/02/2023 | 32nd TV LIFE Annual Drama Awards          | Nam diễn viên phụ xuất sắc nhất   | Silent                                               | Đoạt giải | [ 31 ] |
| 2023 | 7  | 22/02/2023 | 114th The Television Drama Academy Awards | Nam diễn viên phụ xuất sắc nhất   | Silent                                               | Đoạt giải | [ 32 ] |
| 2023 | 8  | 01/04/2023 | 31st Hashida Awards                       | Best New Comer                    | Silent and Maiagare                                  | Đoạt giải | [ 33 ] |
| 2023 | 9  | 05/10/2023 | 15th TAMA Film Awards                     | Diễn viên mới của năm             | Phases of the Moon and As Long As We Both Shall Live | Đoạt giải | [ 34 ] |
| 2023 | 10 | 13/10/2023 | Nikkan Sport Summer Drama 2023 GP         | Nam diễn viên chính xuất sắc nhất | Trillion Game                                        | 2nd place | [ 35 ] |
| 2023 | 11 | 24/10/2023 | Tokyo Drama Awards 2023                   | Nam diễn viên phụ xuất sắc nhất   | Silent                                               | Đoạt giải | [ 36 ] |
| 2023 | 12 | 04/02/2024 | 45th Yokohama Film Festival               | Nam diễn viên mới xuất sắc        | Phases of the Moon and As Long As We Both Shall Live | Đoạt giải | [ 37 ] |
| 2023 | 13 | 02/2024    | 66th Blue Ribbon Awards                   | Nam diễn viên mới xuất sắc        | As Long As We Both Shall Live                        | Đề cử     | [ 38 ] |